# IODD
IODD(아이오드, IO Device Description, IO 장치 설명)는 IO-Link 통신 인터페이스가 있는 센서 및 액추에이터를 설명한다. 여기에는 장치의 ID, 매개변수, 프로세스 데이터, 진단 데이터, 통신 속성 및 엔지니어링 도구의 사용자 인터페이스 설계에 대한 정보가 포함되어 있다. IODD는 다양한 데이터 파일로 구성된다. 기본 파일과 여러 선택적 언어 파일은 XML 형식이고 선택적 그래픽 파일은 PNG 형식(이동식 네트워크 그래픽)이다.

## 구조
IODD 구조는 표준 ISO 15745 "산업 자동화 시스템 및 통합 - 개방형 시스템 애플리케이션 통합 프레임워크"(Industrial automation systems and integration – Open systems application integration framework)의 사양을 준수한다. IODD는 장치 프로파일과 통신 네트워크 프로파일을 하나의 데이터 파일로 통합한다. ISO 15745에 정의된 구조에 따라 IODD는 장치 설명을 위해 DeviceIdentity 및 DeviceFunction 개체를 제공한다. DeviceIdentity 개체에는 플랜트의 센서와 액추에이터를 자동으로 식별하기 위한 사용자 정보와 식별 번호(ID)가 포함된 텍스트가 포함되어 있다. IODD를 통해 공급업체는 매개변수, 프로세스 및 진단 데이터, 통신이 동일하지만 주문 번호가 다른 다양한 제품을 설명할 수 있다. 이러한 방식으로 센서와 액추에이터를 특징짓는 기계적 특성의 다양성이 불필요하게 많은 장치 설명과 높은 식별 번호 소비로 이어지지 않도록 보장된다. DeviceFunction 개체는 해당 정보가 통신 프로필에 속하지 않는 경우 다른 정보의 수신자이다. 여기에는 장치 매개변수, 프로세스 데이터, 진단 데이터 및 사용자 인터페이스 구성에 대한 설명이 포함되어 있다.
내장된 통신 네트워크 프로파일은 쉽게 교체할 수 있으므로 IODD는 다양한 통신 인터페이스를 갖춘 센서 및 액추에이터를 설명하는 데 쉽게 사용할 수 있다.

## 문헌
- Joachim R. Uffelmann, Peter Wienzek, Myriam Jahn: IO-Link. The DNA of Industry 4.0. Edition 1. Vulkan-Verlag GmbH, Essen 2018, ISBN 978-3-8356-7390-8.
- Peter Wienzek; Joachim R. Uffelmann, 2010, "IO-Link: intelligente Geräte brauchen einfache Schnittstellen", ISBN 978-3-8356-3115-1
- IO-LINK Verrassende uitkomsten onderzoek naar toepassingsmogelijkheden IO-Link biedt de mogelijkheid om componenten direct vanuit het scada-pakket te configureren. Dat maakt het gebruik van IO-Link bijzonder aantrekkelijk., In: Automatie, ISSN 0005-1128, Bd. 7 (2010)
- PERSPECTIVES - AUTOMATISME - IO-Link donne la parole aux détecteurs - Grâce au standard de communication IO-Link, les détecteurs et actionneurs transmettent leurs données aux systèmes d'automatisme, In: Industrie et technologies, ISSN 1633-7107 (2006), 883, p. 56-57
- IO-Link Sensoren—Innovation mit echtem Mehrwert, In: Automatisierungstechnische Praxis, ISSN 0340-4730, Bd. 50 (2008), 7, p. 26-27

## 같이 보기
- IO-Link